# Frontopsylla mutata
Frontopsylla mutata är en loppart som beskrevs av Jordan 1944. Frontopsylla mutata ingår i släktet Frontopsylla och familjen smågnagarloppor. Inga underarter finns listade i Catalogue of Life.